# Roma Volley Club (maschile)
Il Roma Volley Club è una società pallavolistica maschile italiana con sede a Roma.

## Rosa 2018-2019
| N° | Nome               | Ruolo | Data di nascita  | Nazionalità sportiva |
| -- | ------------------ | ----- | ---------------- | -------------------- |
| 1  | Michał Łasko       | S/O   | 11 marzo 1981    | Italia               |
| 3  | Luca Genna         | S     | 19 novembre 1989 | Italia               |
| 4  | Joel Bacci         | P     | 1º agosto 1980   | Italia               |
| 5  | Enrico Zappoli     | S     | 12 maggio 1995   | Brasile              |
| 6  | Lorenzo Sperotto   | P     | 28 aprile 1999   | Italia               |
| 7  | Federico Antonucci | C     | 9 maggio 1991    | Italia               |
| 9  | Lorenzo Rossi      | S     | 26 gennaio 1990  | Italia               |
| 10 | Giacomo Titta      | L     | 16 ottobre 1996  | Italia               |
| 11 | Giancarlo Rau      | C     | 27 maggio 1989   | Italia               |
| 12 | Nunzio Tozzi       | S/O   | 1º ottobre 1989  | Italia               |
| 13 | Cristian Rizzi     | L     | 30 agosto 1994   | Italia               |
| 14 | Luca Loreto        | S     | 19 marzo 1999    | Italia               |
| 15 | Davide Borraccino  | C     | 1º luglio 1997   | Italia               |
| 16 | Fabio Pregnolato   | C     | 25 luglio 1990   | Italia               |